# Bemidji
Bemidji (en anglais [bəˈmɪdʒiː]) est une ville américaine, siège du comté de Beltrami, dans le Minnesota. La population de la ville était en 2010 de 13 431 habitants. Bemidji se trouve au sud-ouest du lac Bemidji, point le plus au nord du Mississippi. Le nom de la ville provient du mot ojibwé « Bay-may-ji-ga-maug », ce qui signifie « le lac qui traverse une autre surface aquatique ».

## Étymologie
Son nom dérive de la langue amérindienne ojibwé Buh-mid-ji-ga-maug (orthographe à double voyelle : bemijigamaag)[réf. nécessaire], qui signifie "un lac aux eaux qui se croisent". À l'occasion, en Ojibwe, la ville de Bemidji s'appelle Wabigamaang ("au niveau du chenal du lac / de l'étroit"), car une partie de la ville est située sur le détroit entre le lac Bemidji et le lac Irving, au sud du lac Bemidji, et s'étend sur la rive est du lac Irving. Certaines sources attribuent également ce nom au chef Bemidji, un chef ojibwé.

## Démographie
| Groupe            | Bemidji | Minnesota | États-Unis |
| ----------------- | ------- | --------- | ---------- |
| Blancs            | 81,3    | 85,3      | 72,4       |
| Amérindiens       | 11,3    | 1,1       | 0,9        |
| Métis             | 4,4     | 2,4       | 2,9        |
| Asiatiques        | 1,4     | 4,0       | 4,8        |
| Afro-Américains   | 1,2     | 5,2       | 12,6       |
| Autres            | 0,4     | 2,0       | 6,4        |
| Total             | 100     | 100       | 100        |
|                   |         |           |            |
| Latino-Américains | 1,9     | 4,7       | 16,7       |

En 2010, la population amérindienne est largement composée d'Ojibwés.
Selon l'American Community Survey, pour la période 2011-2015, 96,14 % de la population âgée de plus de 5 ans déclare parler anglais à la maison, alors que 2,00 % déclare parler l'ojibwé, 0,63 % l'allemand et 1,23 % une autre langue.

## Transports
Bemidji possède un aéroport (Bemidji-Beltrami County Airport, code AITA : BJI).
Le Nymore Bridge, pont piéton et cycliste sur le Mississippi, est inscrit au Registre national des lieux historiques.

## Personnalités liées à la ville
- Jane Russell, actrice, est née à Bemidji ;
- Pete Fenson, joueur de curling, est né à Bemidji.

## Dans la culture populaire
L'intrigue de la série télévisée Fargo, notamment lors de la saison 1, se déroule en partie à Bemidji.